# 799 Gudula
A 799 Gudula (ideiglenes jelöléssel 1915 WO) a Naprendszer kisbolygóövében található aszteroida. Karl Wilhelm Reinmuth fedezte fel 1915. március 9-én.